# كاتارينا شوتلر
كاتارينا شوتلر (بالألمانية: Katharina Schüttler) (و. 1979 – م) هي ممثلة، وممثلة مسرحية، وممثلة أفلام من ألمانيا . ولدت في كولونيا .

## روابط خارجية
- كاتارينا شوتلر على موقع IMDb (الإنجليزية)
- كاتارينا شوتلر على موقع مونزينجر (الألمانية)
- كاتارينا شوتلر على موقع قاعدة بيانات الأفلام العربية
- كاتارينا شوتلر على موقع ألو سيني (الفرنسية)
- كاتارينا شوتلر على موقع ميوزك برينز (الإنجليزية)
- كاتارينا شوتلر على موقع أول موفي (الإنجليزية)
- كاتارينا شوتلر على موقع قاعدة بيانات الأفلام السويدية (السويدية)
- كاتارينا شوتلر على موقع ديسكوغز (الإنجليزية)
- كاتارينا شوتلر على موقع قاعدة بيانات الفيلم (الإنجليزية)
- كاتارينا شوتلر على موقع كينوبويسك (الروسية)